# Carme Molinero
Carme Molinero i Ruiz (Badalona, 1955) es una historiadora española, especializada en la historia contemporánea de Cataluña, más concretamente en el estudio del franquismo y de la transición. Es catedrática de Historia Contemporánea de la Universidad Autónoma de Barcelona e investigadora del Centro de Estudios sobre las Épocas Franquista y Democrática (CEFID-UAB).
Entre sus obras más destacadas se encuentran L'oposició antifranquista a Catalunya, 1939-1950 (1981), Patria, Justicia y Pan. Nivell de vida i condicions de treball a Catalunya, 1939-1951 (1985), Els industrials catalans durant el franquisme (1991), El règim franquista. Feixisme, modernització i consens (1992), Productores disciplinados y minorías subversivas. Clase obrera y conflictividad laboral en la España franquista (1998), Catalunya durant el franquisme (1999), La captación de las masas. Política social y propaganda en el régimen franquista (2005), La anatomía del franquismo. De la supervivencia a la agonía, 1945-1977 (2008) y Els anys del PSUC. El partit de l'antifranquisme (1954-1981) (2010). La mayor parte de sus libros los ha publicado en coautoría con su marido Pere Ysàs, como La cuestión catalana. Cataluña en la transición española (2014).